# Безжалостные люди
«Безжалостные люди» (англ. Ruthless People) — американский художественный фильм 1986 года, премьера состоялась 27 июня 1986 года.
Это был последний фильм, снятый трио Цукер-Абрахамс-Цукер вместе.
Хотя считалось, что основой сценария стал рассказ О. Генри «Вождь краснокожих», сценарист Дэйл Лаунер опроверг это, утверждая, что он вдохновился историей похищения Патрисии Херст.

## Сюжет
Уставший от своей злобной жены Барбары миллионер Сэм Стоун решил её убить. Этим планом он поделился со своей любовницей Кэрол Додсворт, после чего отправился исполнять своё чёрное дело. Однако, приехав домой, он обнаруживает, что Барбары нигде нет, а вслед за этим некто звонит Сэму и сообщает о том, что Барбару похитили. Похититель требует выкуп в полмиллиона долларов, обещая убить женщину, если Сэм не заплатит выкуп, а также — если сообщит о случившемся полиции и репортёрам. Сэм, обрадовавшись, какой подарок ему преподносит судьба, тут же вызывает полицию и прессу, перед которыми разыгрывает убитого горем мужа.
А между тем выясняется, кто именно похитил Барбару. Её похитителями оказались молодые супруги Кен и Сэнди Кесслер, пострадавшие от махинаций Сэма (Сэнди — дизайнер-модельер, и Сэм, как выясняется, украл её разработки) и решившие таким образом восстановить справедливость. Это были такие милые ребята, которые не то что человека — таракана с тяжёлым сердцем давили. Вот почему они вскоре пожалели о содеянном, ибо Барбара оказалась ну очень уж сложной заложницей. В отчаянии они снизили цену выкупа до ста тысяч, по-прежнему угрожая Сэму расправой над женой, не догадываясь, что тот только и ждёт этого. После того, как Сэм отклоняет предложение Кена заплатить за жену десять тысяч, тот сдаётся и решает отпустить Барбару и вместе с Сэнди сбежать, как вдруг события приобретают неожиданный оборот.
Во-первых, любовница Сэма Кэрол, не зная о похищении Барбары, решает шантажировать Сэма. Она подговаривает своего придурка-любовника Эрла Мотта ночью в засаде снять на видео место, куда Сэм планировал привезти и убить Барбару. Вскоре там действительно появляется автомобиль, где сидят мужчина и женщина, которые начинают заниматься сексом, отчего женщина громко кричит. Не разглядев их лиц и поэтому решив, что Эрл снял, как Сэм действительно убивает Барбару, Кэрол и Эрл отправляют снятый материал в полицию. Они даже не догадываются, что мужчина в машине был не Сэм, а сам шеф полиции Генри Бэнтон, к которому эта запись и попадает. Тот впадает в панику, поскольку женщина, с которой он был, была проституткой, и просит Кэрол не предавать это дело огласке, не подозревая при этом, что Кэрол вовсе не его собирается шантажировать. Предварительно Кэрол, не разобравшись в ситуации, посылает плёнку самому Сэму, на которого запись производит сильное впечатление, но отнюдь не то, на которое рассчитывали Кэрол и Эрл.
Во-вторых, сидящая в плену Барбара от нечего делать, просматривая спортивные программы, занялась гимнастическими упражнениями и в результате ощутимо сбросила вес. Более того, она подружилась с Кеном и Сэнди и помогла одолеть попавшего к ним в дом разыскиваемого полицией маньяка. Узнав причины, по которым они похитили её, а также то, что Сэм сам хотел от неё избавиться, Барбара придумывает хитроумный план мести.
А в это время Сэм из-за козней Кэрол попадает под следствие по обвинению в убийстве жены. Поняв, что выпутаться из этой истории он сможет, лишь выкупив Барбару, Сэм решает заплатить вымогателям десять тысяч, но уже поздно. Те уже просят в качестве выкупа всё состояние Сэма. Поскольку выхода у Сэма нет, тот собирает все свои ценности и приходит на место передачи выкупа. Вскоре появляется незнакомец, переодетый клоуном, который забирает выкуп у Сэма и уезжает на машине. Сэм и прикрывавшие его полицейские едут за ним. Когда они добрались до курорта Санта-Моника, машина вместе с похитителем сваливается в море и тонет, а деньги Сэма из него выплывают на поверхность. Полиция с Сэмом вместе с береговой охраной вылавливают из утонувшей машины мёртвого клоуна и с удивлением узнают в нём разыскиваемого маньяка, появляется «освобождённая» Барбара, которая «узнаёт» в погибшем своего похитителя. Полицейские оставляют Барбару и Сэма одних и, уверенные, что всё хорошо кончилось, уходят, не видя, как Барбара мстительно сталкивает предателя-мужа в море. А в это время Кен с аквалангом и большей частью денег Сэма выплывает возле пляжа, где его ждёт Сэнди, а вскоре к ним присоединяется Барбара.

## В ролях
- Дэнни Де Вито — Сэм Стоун
- Бетт Мидлер — Барбара Стоун
- Анита Моррис — Кэрол Додсворт
- Джадж Рейнхолд — Кен Кесслер
- Хелен Слейтер — Сэнди Кесслер
- Билл Пуллман — Эрл Мотт
- Уильям Дж. Шиллинг — Генри Бэнтон, шеф полиции
- Арт Эванс — лейтенант Бендер
- Кларенс Фелдер — лейтенант Уолтерс
- Дж. Э. Фриман — убийца
- Гари Райли — хэви-метал Кид
- Филлис Эпплгейт — офицер

## Награды
Золотой глобус, 1987
Номинации:
Лучшая мужская роль (комедия или мюзикл) (Дэнни Де Вито)

## Релиз
С 1987 года фильм выпущен компанией «Touchstone Home Video» на VHS. 